# جامعة سطيف 2 -محمد لمين دباغين
أنشأت جامعة سطيف 2 وفق مرسوم تنفيذي رقم 11-404 مؤرخ في 3 محرم 1433م الموافق لـ 28 نوفمبر 2011.

## كليات الجامعة[2]
- كلية الآداب واللغات [3]
- كلية العلوم الاجتماعية والإنسانية [4]
- كلية الحقوق والعلوم السياسية [5]

وفي يوم 16 جمادى الثانية عام 1433هـ الموافق لـ 8 ماي 2012 قام الرئيس عبد العزيز بوتفليقة رئيس الجمهورية الجزائرية الديمقراطية الشعبية بتدشين 10000 مقعد بيداغوجي بجامعة سطيف 2.